# Marcel Defence
Marcel Defence (1920-1944)  fut, pendant la Seconde Guerre mondiale, un agent secret français du Special Operations Executive.

## Identités
- État civil : Marcel Eusèbe Jules Defence
- Comme agent du SOE, section F :
  - Nom de guerre (field name) : « Dédé »
  - Nom de code opérationnel : WEAVER (en français TISSERAND)
  - Nom de code du Plan, pour la centrale radio : TIE
  - Faux papiers : Michel Deltaplane ; Maurice Doare

Situation militaire :
1. Intelligence Corps.
2. General List ; SOE, section F, grade : captain ; matricule : 257910.

Pour accéder à des photographies de Marcel Defence, se reporter au paragraphe  Sources et liens externes en fin d’article.

## Famille
Ses parents : Robert Edouard et Marie-Louise Defence née China, Glasgow.

## Éléments biographiques
Marcel Eusèbe Jules Defence naît le 4 novembre 1920, à Londres, South St. Pancras.
Première mission : il est parachuté en mai 1943, comme deuxième opérateur radio du réseau SCIENTIST de Claude de Baissac « David » dans la région de Bordeaux. En août, de Baissac l’emmène à Paris pour qu’il aide Marc O’Neil à dégager son groupe des restes du réseau Prosper-PHYSICIAN démantelé.
Seconde mission : il est parachuté le 7 mars 1944, avec Octave Simon. Ils viennent redéployer le réseau SATIRIST dans la région de Beauvais. Mais leur arrivée dépend du faux réseau BUTLER, opéré par les Allemands, et ils sont arrêtés à l’atterrissage. Marcel Defence aurait été exécuté en captivité à Gross-Rosen entre juin et septembre 1944.

## Reconnaissance

### Distinction
- Royaume-Uni : Mentioned in Despatches.

### Monuments
- En tant que l'un des 104 agents du SOE section F morts pour la France, Marcel Defence est honoré au mémorial de Valençay (Indre).
- Brookwood Memorial, Surrey, panneau 21, colonne 3.
- Au mémorial du camp de concentration de Gross-Rosen, près de Rogoźnica (Pologne), une plaque honore la mémoire des dix-neuf agents de la section F qui y ont été exécutés en août-septembre 1944, dont Marcel Defence. Réalisée en granit local, en provenance d'une carrière où devaient travailler les détenus, elle a été élevée sur l'initiative du Holdsworth Trust.